# Obiteljski nedostatak lipoproteinske lipaze
Obiteljski nedostatak lipoproteinske lipaze (Buerger-Gruetzov sindrom) je genetički poremećaj metabolizma lipida koji je posljedica smanjene aktivnosti ili potpunog nedostatka enzima lipoproteinska lipaza. Zbog poremećaja ne mogu se metabolizirati lipoproteinske čestice hilomikroni, pa im se povećava koncentracija u krvi (hiperliproteinemija tip Ia). 
Bolest se obično manifestira od dojenačke dobi, ponavljanim upalama gušterače (pankreatitis), povećanom jetrom i slezenom (hepatosplenomegalija) i eruptivnim ksantomima. 
Dijagnoza se postavlja uz pomoć elektroforeze lipoproteina u krvi, a u liječenju se koriste posebna dijeta i vitaminski pripravci.
|  | Molimo pročitajte upozorenje o korištenju medicinskih informacija. Ne provodite liječenje bez savjetovanja s liječnikom! |